# بستان الكرز
بستان الكرز (بالروسية: Вишнëвый сад) هي مسرحية للكاتب الروسي أنطون تشيخوف وتتكون من 4 فصول.
وتعتبر آخر مسرحية كتبها تشيخوف، عُرضت للجمهور بتاريخ 17 يناير 1904 في مسرح موسكو للفنون في العاصمة موسكو، قبل 6 شهور من وفاته.

## أنظر أيضًا
- أولغا كنيبر

## وصلات خارجية
- تصفح الرواية المسرحية.